# Pierre Lacroix (hockey sur glace, 1948)
Pour les articles homonymes, voir Pierre Lacroix et Lacroix.
Temple de la renommée : 2023
Pierre Lacroix, né le 3 août 1948 à Montréal au Québec, Canada et mort le 13 décembre 2020 à Las Vegas, dans le Nevada, aux États-Unis, est une personnalité québécoise du hockey sur glace qui œuvrait au sein de la Ligue nationale de hockey.

## Biographie
Il occupe le poste de directeur général des Nordiques de Québec, dont la franchise devient l'Avalanche en 1995 de 1994 à 2006 avant d’occuper le poste de le président de 2006 à 2013. 
Son nom a été gravé en tant que directeur général en 2001. Il est le père du joueur de hockey professionnel Éric Lacroix.
Il meurt le 13 décembre 2020 à Las Vegas des suites de la COVID-19. 